# 시끄러워!
〈시끄러워!〉(しぇからしか! 셰카라시카![*])는 HKT48의 6번째 싱글이자, HKT48 feat. 기시단 명의로 된 싱글이다.

## 개요
전작 〈12초〉로부터 약 7개월 만으로, 2015년 2번째 싱글이다. 기시단과 콜라보된 싱글이다. HKT48와 기시단과 함께 출연한 〈마지스카 학원 번외편〉의 주제곡이다.

## 수록곡

### Type-A
자켓 사진 (표지):오오타 아이카·코다마 하루카·사시하라 리노·타시마 메루·다나카 미쿠·미야와키 사쿠라·모토무라 아오이·야부키 나코·기시단
CD
1. しぇからしか! / 시끄러워! - HKT48 feat. 기시단
(작사: 아키모토 야스시 / 작곡: 오이타 Ken / 편곡: 사사키 히로시)
2. 黄昏のタンデム / 황혼의 탠덤
(작사: 아키모토 야스시 / 작곡·편곡: 토야마 다이스케)
3. Buddy / 버디 - Team H
(작사: 아키모토 야스시 / 작곡·편곡: 이노우에 요시마사)
4. しぇからしか! (Instrumental)
5. 黄昏のタンデム (Instrumental)
6. Buddy (Instrumental)

DVD
1. しぇからしか! Music Video
2. Buddy Music Video
3. 특전 영상 1 〈마지스카 학원 0 키사라즈 난투 편 SP 영상〉
4. 특전 영상 2 〈Making of "시끄러워!" MV〉

### Type-B
자켓 사진 (표지):코다마 하루카·사카구치 리코·사시하라 리노·후치가미 마이·마츠오카 나츠미·미야와키 사쿠라·모리야스 마도카·기시단
CD
1. しぇからしか! / 시끄러워! - HKT48 feat. 기시단
2. 黄昏のタンデム / 황혼의 탠덤
3. 夢見るチームKIV / 꿈꾸는 팀KIV - Team KIV
(작사: 아키모토 야스시 / 작곡: 카와우라 마사히로 / 편곡: 와카타베 마코토)
4. しぇからしか! (Instrumental)
5. 黄昏のタンデム (Instrumental)
6. 夢見るチームKIV (Instrumental)

DVD
1. しぇからしか! Music Video
2. 夢見るチームKIV Music Video
3. 특전 영상 〈HKT48 단결 BBQ 대회 (전편)〉

### Type-C
자켓 사진 (표지):아나이 치히로·코지나 유이·코다마 하루카·사시하라 리노·토모나가 미오·미야와키 사쿠라·야마시타 에미리·기시단
CD
1. しぇからしか! / 시끄러워! - HKT48 feat. 기시단
2. 黄昏のタンデム / 황혼의 탠덤
3. いじわるチュー / 심술쟁이 츄 - 야부키 나코
(작사: 아키모토 야스시 / 작곡: 카와우라 마사히로 / 편곡: 노나카 “마사” 유이치)
4. しぇからしか! (Instrumental)
5. 黄昏のタンデム (Instrumental)
6. いじわるチュー (Instrumental)

DVD
1. しぇからしか! Music Video
2. いじわるチュー Music Video
3. 특전 영상 〈HKT48 단결 BBQ 대회 (후편)〉

### 극장반
자켓 사진 (표지):코다마 하루카·사시하라 리노·미야와키 사쿠라·기시단
CD
1. しぇからしか! / 시끄러워! - HKT48 feat. 기시단
2. 黄昏のタンデム / 황혼의 탠덤
3. 恋の指先 / 사랑의 손가락 끝
(작사: 아키모토 야스시 / 작곡: IKEZO)
4. しぇからしか! (Instrumental)
5. 黄昏のタンデム (Instrumental)
6. 恋の指先 (Instrumental)

## 선발 멤버

### 시끄러워!
〈HKT48 feat. 기시단〉 명의
(센터:코다마 하루카)
- 아나이 치히로, 오오타 아이카, 코지나 유이, 코다마 하루카, 사카구치 리코, 사시하라 리노, 타시마 메루, 타나카 미쿠, 토모나가 미오, 마츠오카 나츠미, 미야와키 사쿠라, 모토무라 아오이, 모리야스 마도카, 야부키 나코, 야마시타 에미리

### 황혼의 탠덤
- 아나이 치히로, 오오타 아이카, 코지나 유이, 코다마 하루카, 사카구치 리코, 사시하라 리노, 타시마 메루, 타나카 미쿠, 토모나가 미오, 마츠오카 나츠미, 미야와키 사쿠라, 모토무라 아오이, 모리야스 마도카, 야부키 나코, 야마시타 에미리

### 심술쟁이 츄
- 야부키 나코

### 사랑의 손가락 끝
(센터:아라마키 미사키)
- 아키요시 유카, 우에키 나오, 우에노 하루카, 오카모토 나오코, 쿠마자와 세리나, 사카모토 에레나, 시모노 유키, 무라시게 안나, 모리야스 마도카, 야마다 마리나